# Tallud-Sainte-Gemme
Tallud-Sainte-Gemme település Franciaországban, Vendée megyében. Lakosainak száma 447 fő (2022. január 1.). Tallud-Sainte-Gemme Bazoges-en-Pareds, Chavagnes-les-Redoux, La Meilleraie-Tillay, Mouilleron-Saint-Germain és Réaumur községekkel határos.

## Népesség
A település népessége az elmúlt években az alábbi módon változott:
| Lakosok száma | 472  | 477  | 483  | 470  | 464  | 458  | 453  | 450  | 447  |
|               | 2013 | 2015 | 2016 | 2017 | 2018 | 2019 | 2020 | 2021 | 2022 |